# The Black Box (film fra 1915)
The Black Box er en amerikansk stumfilm fra 1915 af Otis Turner.

## Medvirkende
- Herbert Rawlinson som Sanford Quest
- Ann Little som Lenora MacDougal
- William Worthington som Ashleigh
- Mark Fenton som French
- Laura Oakley som Laura